# Désiré Charnay

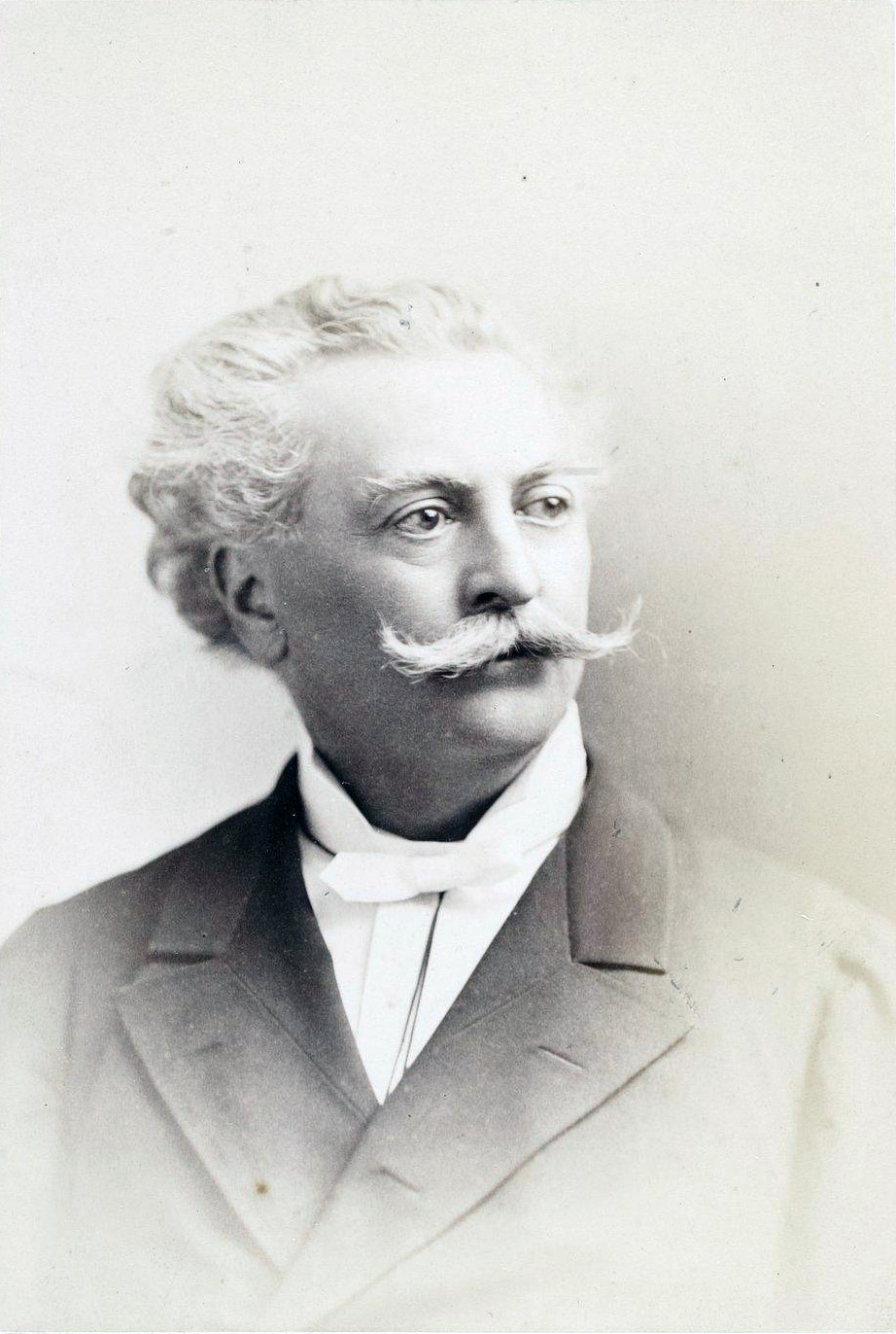
Désiré Charnay (1878)

Claude-Joseph Désiré Charnay (* 2. Mai 1828 in Fleurie; † 24. Oktober 1915 in Paris) war ein französischer Forschungsreisender, Fotograf und Altamerikanist, der sowohl für seine Erkundungen Mexikos und Mittelamerikas als auch für den Einsatz der Fotografie zur Dokumentation seiner Entdeckungen bekannt war.

## Leben
Désiré Charnay verließ im Jahr 1850 das erste Mal den europäischen Kontinent, um nach New Orleans zu gelangen. Dort begann er Französisch zu studieren. In dieser Zeit lernte er die Arbeiten von John Lloyd Stephens und Frederick Catherwood kennen, die beide bereits Mittelamerika erforschten. 1853 kehrte er nach Frankreich zurück, wo er sich in Paris niederließ und mit der Fotografie in Kontakt kam.
1857 begann er im Auftrag der französischen Regierung seine erste Expedition nach Mexiko, wo er Ruinen fotografierte. Er gehört damit zu den ersten Menschen überhaupt, die von dieser Gegend Fotos machten. Insgesamt verbrachte er dort vier Jahre. Auf Grundlage dieser Bilder veröffentlichte er im Jahr 1863 das Buch Cités et ruines américaines. Im selben Jahr unternahm er eine dreimonatige Reise nach Madagaskar, wo er als Autor und Fotograf für eine französische Expedition unterwegs war. Seine Ergebnisse veröffentlichte er im Jahr 1864, als er wieder nach Mexiko zurückkehrte.
In den Jahren 1867 bis 1870 reiste er durch Nordamerika. Es folgte ein Aufenthalt in Südamerika 1875 und eine Reise nach Australien und Ozeanien im Jahr 1878. Seine Expedition in Zentralamerika, die von 1880 bis 1883 andauerte, wurde zum Teil durch den New Yorker Philanthrop Pierre Lorillard finanziert. Auf dieser Reise entstanden etwa 300 Fotografien und er betätigte sich verstärkt als Archäologe.
Charnay entwickelte eine These, nach der einige Ureinwohner Mittelamerikas asiatischen Ursprung hätten. Er veröffentlichte dazu im Jahr 1885 das Buch Les anciennes villes du Nouveau Monde.
Gegen Ende des 19. Jahrhunderts stellte er seine Tätigkeiten im Bereich der Expeditionen und Wissenschaften ein. Er unternahm seine letzte Reise nach Jemen im Jahr 1895. Er starb 1915 in Paris, nachdem er bereits mehrere Monate zuvor erblindet war.

## Veröffentlichungen (Auswahl)
- Excursions à Madagascar. In: Bulletin de la Société de géographie de Paris. 1864.
- Les anciennes villes du Nouveau Monde. Voyages d’exploration au Mexique et dans l’Amérique Centrale (1867–1882). Hachette, Paris 1885.
- Une princesse indienne avant la Conquête. Historischer Roman. Hachette, Paris 1888.